# Park Narodowy Pre-Delta
Park Narodowy Pre-Delta (hiszp. Parque nacional Pre-Delta) – park narodowy w Argentynie położony w departamencie Diamante w zachodniej części prowincji Entre Ríos. Został utworzony 13 stycznia 1992 roku i zajmuje obszar 26,08 km². W 2015 roku wraz z Parkiem Narodowym Islas de Santa Fe został wpisany na listę konwencji ramsarskiej pod nazwą „Delta del Paraná”.

Mapa parku

## Opis
Delta Parany to rozległe tereny zalewowe i duża grupa wysp pokrytych gęstą roślinnością tworzących sieć małych, wąskich i krętych kanałów. Park znajduje się w górnej części tej delty i obejmuje lewostronny brzeg Parany oraz kilka wysp.
Średnie temperatury wahają się od +23 ºC latem do +13 ºC zimą. Roczne opady wynoszą od 800 do 1020 mm, skoncentrowane między styczniem a majem.

## Flora
Park znajduje się na terenie ekoregionu Delta e Islas del Paraná.
Na mokradłach rosną głównie grzybieniowce z gatunku Victoria cruziana, a nad brzegami wierzby z gatunku Salix humboldtiana. W najwyższych miejscach występują lasy łęgowe. Rośnie tu przeważnie erytryna grzebieniasta, Sapium haematospermum, Nectandra falcifolia, krocień z gatunku Croton urucurana, acacia caven, Enterolobium contortisiliquum, Tessaria integrifolia.

## Fauna
Z ptaków żyją tu m.in.: perkoz olbrzymi, czapla zielonawa, bekaśnica, chruścielak wielki, sieweczka skąpopłetwa, puchacz wirginijski, rybaczek obrożny (symbol parku).
Z ssaków występują w parku m.in.: wydrak długoogonowy, kapibara wielka, nutria amerykańska, ocelot argentyński, dydelf białouchy, pancernik dziewięciopaskowy, mazama szara, wydrówka rudawa.
Gady i płazy to m.in.: kajman szerokopyski, teju brazylijski, żararaka urutu, Rhinella arenarum, Dendropsophus nanus, Phrynops hilarii.